# Marcha de los Cuatro Suyos
A Marcha de los Cuatro Suyos foi uma mobilização popular realizada no Peru nos dias 26, 27 e 28 de julho de 2000, liderada por Alejandro Toledo Manrique, Carlos Ferrero Costa e David Waisman, líderes do partido político Perú Posible, e apoiado por vários movimentos sociais, setores antifujimoristas, partidos majoritariamente de esquerda, mas também partidos socialdemocratas, de centro e de direita democrática, como APRA, Partido Popular Cristão (PPC) e Acción Popular. O motivo dessa grande marcha foi a denúncia de fraude que envolveu a terceira eleição consecutiva de Alberto Fujimori como presidente do Peru. Esta marcha e o que aconteceu na Praça San Martín de Lima e seus arredores desde as 9 da manhã até depois das 5 da tarde representaram o desgaste do governo de Alberto Fujimori.